# Комп'ютерна анімація

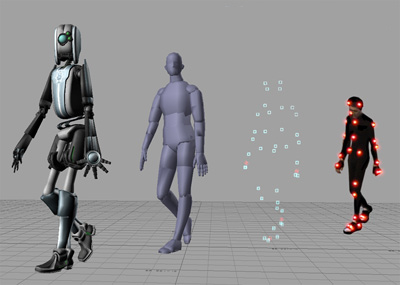
Приклад комп'ютерної анімації за допомогою «рухової техніки».

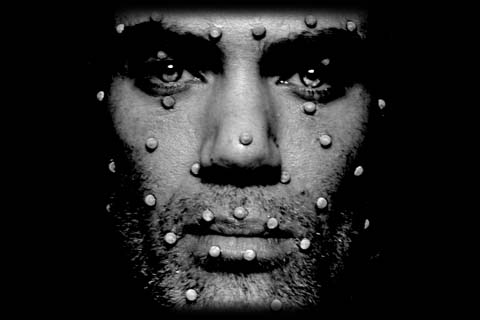
Проводиться запис даних про рух мімічних м'язів актора (Motion capture)

3D-анімація

Комп'ютерна анімація — мистецтво створення рухомих зображень за допомогою комп'ютерів. Є підрозділом комп'ютерної графіки та анімації. На відміну від більш загального поняття «графіка CGI», що відноситься як до нерухомих, так і до рухомих зображень, комп'ютерна анімація має на увазі тільки рухомі. На сьогодні отримала широке застосування як в області розваг, так і у виробничій, науковій та діловій сферах. Як похідна від комп'ютерної графіки, анімація успадковує ті ж способи створення зображень:
- Векторна графіка
- Растрова графіка
- Фрактальна графіка
- Тривимірна графіка (3D)

## Історія
Докладніше: Історія комп'ютерної анімації та Хронологія комп'ютерної анімації в кіно і на телебаченні.
Історія комп'ютерної анімації тісно пов'язана з появою і розвитком спеціалізованих графічних програмних пакетів.

Приклад комп'ютерної анімації.

Першим кроком у технології візуальних ефектів була придумана в 1961 році Айвеном Сазерлендом система Sketchpad, яка започаткувала еру комп'ютерної графіки. У цій системі за допомогою світлового пера користувачі могли створювати малюнки безпосередньо на екрані монітора. 1967 року Сазерленд разом з Девідом Евансом розпочали роботу по створенню навчального курсу комп'ютерної графіки. В університеті штату Юта (США), де були започатковані такі дослідження, в цей час працювали: Джим Кларк — засновник компанії Silicon Graphics Inc., Ед Кетмелл — один з піонерів у галузі створення фільмів за допомогою комп'ютера, Джон Варнок — засновник компанії Adobe Systems і розробник таких відомих продуктів, як Photoshop і PostScript.
Спочатку об'ємне зображення об'єктів формували на основі набору геометричних фігур (найчастіше трикутників). При цьому геометричні фігури мали однотонну заливку, а об'єкти переднього плану закривали ті, що розміщені на задньому плані.
У 1971 році Анрі Гуро запропонував зафарбовувати трикутники з лінійною зміною інтенсивностей між їх вершинами. Це дозволило отримати більш плавну зміну інтенсивностей вздовж поверхні об'єктів. 1974 року Едвін Кетмелл запропонував концепцію Z-буфера, що прискорило процес вилучення прихованих граней. Іншим винаходом Кетмула є накладання текстури на поверхню тривимірних об'єктів, що забезпечує реалістичність цих об'єктів. Ву Тонг Фонг запропонував інтерполювати відтінки всієї поверхні полігону, що забезпечує кращу згладжуваність, хоча і вимагає значно більших обчислень.
Джеймс Блінн у 1976 році скомбінував розфарбовування за Фонгом і накладання текстури на поверхню об'єктів. 1980 року Тернер Уіттед запропонував нову техніку візуалізації (трасування), яка полягає у відслідковуванні шляхів проходження світлових променів від джерела світла до об'єктива камери з врахуванням їх відбиття від об'єктів сцени. 1986 року фірма AT&T випустила перший пакет для роботи з анімацією на персональних комп'ютерах (TOPAS), який коштував 10 000 доларів і працював на комп'ютерах з процесором Intel 80286 і операційною системою DOS. 1990 року фірма Autodesk розпочала продаж продукту 3D Studio. 1997 року компанія Macromedia придбала у компанії FutureWare невелику графічну програму для Web, з якої була започаткована свого часу широко відома програма комп'ютерної анімації Macromedia Flash. 1998 року розпочався випуск програми Maya, що коштувала від 15 000 до 30 000 доларів.

## Анімація за ключовими кадрами
Аніматор розставляє ключові кадри, а проміжні кадри генерує спеціальна програма. Цей спосіб найближчий до традиційної мальованої анімації, тільки роль фазувальника виконує комп'ютер, а не людина.

## Запис руху
Дані анімації записує спеціальнє обладнання з реальних об'єктів, що рухаються і переносяться на їх імітацію в комп'ютері. Поширений приклад такої техніки — Motion capture (захоплення рухів). Актори в спеціальних костюмах з датчиками здійснюють рухи, які записують камери й аналізує спеціальне програмне забезпечення. Підсумкові дані про переміщення суглобів і кінцівок акторів застосовують до тривимірних скелетів віртуальних персонажів, саме цим досягають високого рівня достовірності їх руху.
Такий же метод використовують для перенесення міміки живого актора на його тривимірний аналог в комп'ютері.

## Процедурна анімація
Процедурна анімація повністю або частково розраховується комп'ютером. Сюди можна включити такі її види:
- Симуляція фізичної взаємодії твердих тіл.
- Імітація руху систем частинок, рідин і газів.
- Імітація взаємодії м'яких тіл (тканини, волосся).
- Розрахунок руху ієрархічної структури зв'язків (скелета персонажа) під зовнішнім впливом (Ragdoll).
- Імітація автономного (самостійного) руху персонажа. Прикладом такої системи є програма Euphoria.

## Програмована анімація
Широке застосування в мережі отримали дві мови, за допомогою яких програмуються руху анімованих об'єктів:
- JavaScript — браузерна мова
- ActionScript — мова роботи з додатками Flash

Перевага програмованої анімації — у зменшенні розміру вихідного файлу, недолік — навантаження на процесор клієнта.

## Конструктори анімацій
Для створення анімованих зображень існує безліч програм як платних, так і безкоштовних.
- Adobe Photoshop — платна
- GIMP (частіше використовується на Linux) — безкоштовна
- Adobe Flash Professional — платна
- CoffeeCup — умовно безкоштовна
- Blender (частіше використовується на Linux) — безкоштовна
- Synfig — безкоштовна
- Pivot Stickfigure Animator — безкоштовна
- Stykz — безкоштовна
- TISFAT — безкоштовна
- Dimp Animator — безкоштовна

## Зберігання

GIF зображення моделі ментолу

Комп'ютерна анімація може зберігатися в універсальних графічних файлах (наприклад, у форматі GIF) у вигляді набору незалежних зображень, або в спеціалізованих файлах відповідних пакетів анімації (3ds Max, Blender, Maya тощо) у вигляді текстур і окремих елементів, або в форматах, призначених для перегляду (FLIC) та застосування в іграх (Bink). Також, анімація може зберігатися у форматах, призначених для зберігання відео (MPEG-4).

## Застосування
Комп'ютерна анімація (послідовний показ слайд-шоу із заздалегідь підготовлених графічних файлів, а також комп'ютерна імітація руху за допомогою зміни і перемальовування форми об'єктів, або показу послідовних зображень з фазами руху, підготовлених заздалегідь або породжуваних під час анімації) може застосовуватися в комп'ютерних іграх, мультимедійних додатках (наприклад, енциклопедіях), а також для «оживлення» окремих елементів оформлення, наприклад, веб сторінок і реклами (анімовані банери) На веб сторінках анімація може формуватися засобами стилів (CSS) і скриптів (JavaScript) або модулями, створеними за допомогою технології Flash або її аналогів (флеш-анімація). З середини 1980-х років комп'ютерна анімація використовується для створення спецефектів у кінематографі. Першим фільмом, що містить ключові сцени, засновані на зображенні, синтезованому комп'ютером, став «Термінатор 2: Судний день».
Безсумнівною перевагою комп'ютерної 3D-анімації перед класичною мальованою є повна відсутність спотворень пропорцій об'єкта (рис обличчя тощо) при русі, неминучих при ручному промальовуванню.

### Майбутнє
Одним відкритим викликом в комп'ютерній анімації є фотореалістична анімація людини. Тепер[коли?] більшість фільмів, створених з використанням комп'ютерної анімації, показують персонажів-тварин (Пригоди Фліка, У пошуках Немо, Рататуй, Льодовиковий період, Лісова братва, Сезон полювання), фантастичних персонажів (Корпорація монстрів, Шрек, Черепашки-ніндзя, Монстри проти прибульців), антропоморфні машини (Тачки, ВОЛЛ·І, Роботи) або мультяшну людину (Суперсімейка, Нікчемний я, Вперед і вгору). Фільм Остання фантазія: Духи всередині часто наводиться як перший комп'ютерний фільм в якому зроблена спроба максимально реалістично показати людей. Однак через складність будови людського тіла, рухів людини і біомеханіки людини, реалістична симуляція людини залишається, значною мірою, відкритою проблемою. Ще однією проблемою є неприязнь, як психологічна відповідь на перегляд майже ідеальний анімації людини, знана як «зловісна долина». Це один з «святих граалів» комп'ютерної анімації. У кінцевому рахунку, метою є створення програмного забезпечення, де аніматор зможе генерувати епізоди, в яких зображено фотореалістичного персонажа-людину, який піддається фізично правдоподібним рухам, разом з одягом, фотореалістичне волосся, ускладнений природний фон, і, можливо, взаємодію з іншими моделями персонажів-людей. Домігшись цього, глядач буде вже не в змозі довести, що певний епізод комп'ютерний, або створений з використанням реальних акторів перед кінокамерою. Досягнення повного реалізму може мати серйозні наслідки для кіноіндустрії.
Не менш серйозні наслідки таке досягнення може принести судовій системі — стане проблематичним використання відео або фотоматеріалів як доказів, підтвердження алібі і т. д., тому що необхідно буде однозначно доводити реальність знятого матеріалу.
На даний момент використовується тривимірна комп'ютерна анімація, і її можна розділити на два основних напрямки: фотореалістичний і не фотореалістичний рендеринг. Фотореалістична комп'ютерна анімація сама по собі може бути розділена на дві підкатегорії: реальний фотореалізм (де захоплення руху використовується для створення віртуального персонажа—людини) і стилізований фотореалізм. Реальний фотореалізм — це те, чого добилися в Final Fantasy і в майбутньому, найімовірніше, здатний дати нам ігрове кіно з аспектами фентезі, як у Темний кристал без використання передового лялькового театру і аніматроніки, а Мураха Антц — приклад стилістичного фотореалізму (у майбутньому, стилізований фотореалізм зможе замінити традиційну анімацію руху стоп, як у мультфільмі Труп нареченої). Жоден із згаданих методів не досконалий, але прогрес не зупиняється.

## Характеристика засобів комп'ютерної анімації

3D анімація.

Сьогодні окрім Flash-технології анімації засобами ImageReady, анімації засобами CorelDraw існує широкий спектр інших засобів, який постійно розширюється. Цей спектр включає як відносно прості засоби, які можна віднести до класу GIF-аніматорів, та засоби, вмонтовані в інструментальні засоби Web-дизайну, так і потужні засоби для 3D-анімації та анімації персонажів.
Коротка характеристика деяких засобів комп'ютерної анімації наведена нижче.

### Autodesk Maya
Maya від компанії Alias|Wavefront, що належить Silicon Graphics Inc., є одним з найпоширеніших пакетів серед програмного забезпечення для 3D анімації, і за останні роки стала лідером для анімації персонажів у художніх фільмах. Maya має значну і різнобічну систему моделювання, могутню анімацію персонажів і великі здатності по створенню візуальних ефектів. У той час як Maya є великим, складним для вивчення пакетом, він має удосконалений інтерфейс, представлений пензлеподібними інструментами, які дозволяють формувати і редагувати об'єкти в ході інтерактивного процесу, що нагадує малювання, і інструменти, які дозволяють намалювати траву, дерева й інші елементи в 3D-просторі у вигляді «мазків пензля», що візуалізуються. Динамічна імітація твердих тіл, тіл змінної форми, одягу, волосся, у сполученні з могутньою мовою сценаріїв, зробили Maya великим інструментом візуальних ефектів. Maya широко використовується для створення мультфільмів і кінофільмів, комп'ютерних ігор, рекламних роликів, для моделювання промислових розробок, архітектурних ансамблів, розробки бізнес-презентацій. Вартість
базового пакету Maya на 2003 рік становить 7500 доларів.

### Poser
До випуску Poser 3D-художники при потребі в реалістичних персонажах повинні були створювати їх моделі в програмі для тривимірної анімації. Усе це змінилося, коли був випущений Poser. Тепер дизайнери можуть одержати необхідного їм персонажа, наданого у Poser, й експортувати його в свої сцени тривимірної графіки. Poser-персонажі можуть бути анімовані швидко, шляхом додавання ключових кадрів по шкалі часу, і змін пози персонажа в кожному ключовому кадрі. Програма поставляється з великою бібліотекою попередньо встановленої анімації, яка може модифікуватись.
Фігури можуть також бути анімовані шляхом імпорту BVH motion capture-файлів. BVH motion capture-файли створюються при обробці сигналів сенсорів, що прикріплюються до тіла людини, яка рухається, (наприклад, танцюриста) у різних місцях. Програмне забезпечення фіксує вихідний сигнал кожного чуттєвого елемента і компілює це в BVH-файл. Коли подібний файл приєднується до тривимірного персонажу, цей персонаж рухається так само, як і людина, на якій були розміщені чуттєві елементи.
3D-художники мають можливість перетворити стандартний персонаж Poser в абсолютно новий. Щоб спроєктувати персонаж у Poser, 3D-дизайнер спочатку вибирає малюнок з бібліотеки персонажів Poser. Як тільки персонаж розміститься в зоні робочого простору, він «стає» у стандартну позу — руки вниз, ноги трохи в сторони. Після цього дизайнер розташовує персонаж у необхідній позі, вибираючи один з інструментальних засобів, фіксуючи його на визначеній частині тіла і переміщаючи. За методом інверсної кінематики інші частини тіла рухаються відповідно до переміщення обраної частини. В Poser художник може налаштувати одяг персонажа, «мнучи» його, та моделювати ефекти сплеску. Після цього всі налаштування і положення всіх деформаторів можуть бути анімовані. В Poser можна анімувати моделі, створені в інших програмах для тривимірної графіки, і потім зберігати у форматі з розширенням .obj. Стандартний Poser-персонаж одягнений. Щоб спроєктувати свій власний унікальний персонаж, 3D-художник вибирає один з роздягнених персонажів, встановлює його в потрібну позу, і потім вибирає з бібліотеки одягу для персонажу гардероб, який відповідає статі й анатомічним особливостям фігури. При анімації одяг на персонажі переміщується разом з ним. Крім бібліотеки одягу, існує також бібліотека різних зачісок для персонажів Poser. Poser поставляється із серією параметрів dials, які можуть використовуватися, щоб розташувати частини тіла. Параметри dials дають можливість художнику мати абсолютний контроль над розташуванням таких дрібних частин тіла, як пальці на руках і ногах. Коли 3D-художник вибирає частину тіла, dials стає доступним для кожного параметра обраної частини тіла. Задані за замовчуванням позиції камери і освітлення також можуть змінюватися.
Можна також додати джерело світла, направити світло точно на визначену частину тіла. Освітлення сцени може здійснюватися від джерела світла, розташованого в нескінченності (задане за замовчуванням), від точкового джерела чи від комбінації різних джерел. Колір і інтенсивність світла також можуть змінюватись, якщо це необхідно. Візуалізовані пози можуть бути збережені в форматах BMP, FPX, JPEG, PICT, PSD і TIFF. Візуалізовані анімації можуть бути збережені як AVI, MOV, чи як послідовності зображень PICT, BMP, чи в форматі TIFF. Візуалізовані персонажі можуть експортуватися в формати 3DMF, DXF, 3DS, MetaStream, OBJ та VRML. Програма Poser зручна у використанні, здатна швидко створювати
тривимірні персонажі, тривимірні моделі персонажів для експорту в інші програми для тривимірної графіки, створювати тривимірні анімовані персонажі.

### Jasc Animation Shop
Jasc Animation Shop — це провідна програма для створення анімованих зображень, баннерів, накладання ефектів тощо. Програма поставляється як додаткова до професійної програми роботи із зображеннями Jasc Paint Shop Pro. Ця програма має дуже багато можливостей, які не мають інші програми анімації зображень, що робить її майже незамінною. Програма має зручний та простий у використанні інтерфейс. Користувачі можуть легко імпортувати багатошарові малюнки, щоб автоматично будувати анімації, чи використати Animation Wizard (майстер анімації) чи Banner Wizard (майстер банерів), щоб зібрати або створити нову анімацію.
Анімація може бути легко та просто змінена завдяки таким можливостям програми, як редагування drag-and-drop («на льоту»), використання розміточних маркерів, автоматичної підгонки зображень, забраковування фреймів та іншим. Для швидкого та простого виконання дій програма Jasc Animation Shop має декілька майстерів:
- Майстер анімації (Animation Wizard) призначений для швидкої підготовки анімації.
- Майстер банерів (Banner Wizard) надає простий метод створення банерів з анімованим текстом.
- Майстер оптимізації (Optimization Wizard) дозволяє оптимізувати розмір та якість анімованого зображення відповідно до вибраних критеріїв.

Jasc Animation Shop підтримує декілька популярних анімаційних та відео форматів файлів. Анімація може бути збережена в таких популярних форматах, як GIF, FLC, FLI, AVI, ANI або MNG. Програма дозволяє переглянути HTML-код для вставляння поточної анімації у форматі, вказаному при збереженні файла, у веб-сторінку або скопіювати цей код у буфер обміну і вставити потім у свою сторінку. Програма має засоби для того, щоб проглянути анімацію у веббраузері (причому можна вказати, який саме браузер використати), вибрати колір фону, формат та розмір анімації.
Jasc Animation Shop надає засоби для ефективної роботи із фреймами в анімації. Можна вставити нові фрейми як з файла, так і порожні, одночасно настроюючи параметри нових фреймів, вставити копії вибраних фреймів, видалити вибрані фрейми, змінити порядок у вибраних
фреймах на протилежний а також відобразити кожний з вибраних фреймів по горизонталі або по вертикалі. Можна повернути фрейми анімації (чи тільки вибрані) на деякий кут. Програма допускає настроювання властивостей всієї анімації (розміри, колір фону, параметри повтору, додавання коментарів) або окремих фреймів (час затримки та ін.).
Програма має засіб для заміни одного кольору іншим одночасно в декількох фреймах чи навіть у всій анімації а також засоби для роботи з
зображеннями в фреймі. Для цього призначені відповідні кнопки на панелі інструментів. Це мінімальний набір інструментів малювання, що
дозволяє створювати свої або підправити існуючі фрейми. Щоб користуватись ширшим набором засобів малювання чи накладання ефектів до
зображення, потрібно використати потужніший графічний редактор, наприклад Jasc Paint Shop Pro. Програма має палітру кольорів для швидкого та ефективного вибору потрібного кольору, яка розташована в правій частині вікна і має форму прямокутника.
При створенні зображень для Web Jasc Animation Shop забезпечує використання багатьох ефектів. Всі ефекти, за об'єктами їх накладання, розбиті на декілька груп:
- ефекти переходу зображення (image transition);
- ефекти зображення (image effect);
- текстові ефекти (text effect).

Дві останні групи ефектів можуть застосовуватись як для вставляння нових фреймів у анімацію, так і для накладання ефектів на вже існуючі фрейми без зміни їх кількості. Програма має дуже корисну можливість комбінування ефектів, тобто накладання фреймів анімації з одним ефектом поверх фреймів з іншим ефектом. Можна працювати та редагувати анімацію (в одному вікні) і одночасно продивлятися, як зміни над фреймами приводять до змін всієї анімації (в іншому вікні).

### LightWave 3D
LightWave 3D (виробник — компанія NewTek) — пакет тривимірного моделювання й анімації, що характеризується великим вибором інструментів, високою швидкістю візуалізації, відображенням змін при редагуванні в реальному масштабі часу. Про потужність і можливості цього пакета можуть сказати кадри з фільмів Морські пригоди і Вавилон 5.

### Character Studio
Character Studio (виробник — компанія Unreal Pictures) — програма для створення персонажів, що складається з двох модулів: Biped (Двоногі) і Physique (Статура). За допомогою Biped створюється кістяк з потрібною кількістю кінцівок, пальців, з хвостом чи без нього. Підганяються пропорції частин тіла та їхнє положення під оболонку. Здійснюється анімація отриманого каркаса. За допомогою Physique створюються м'язи, що здуваються при вигині, та гладкі зчленування.

### TreeDesigner
TreeDesigner (виробник — компанія JHubert Software) — програма для моделювання дерев, листя й інших ієрархічних структур. Модель може бути модифікована прямо у вікні перегляду за допомогою миші. Програма використовує «інтуїтивну» модель редагування структури дерев і в сполученні з WYSIWYG-інтерфейсом це робить моделювання дійсно легким і зрозумілим. Моделі, створені в TreeDesigner, можна експортувати в DXF, 3DS чи POV-Ray формат.

### 3D Exploration
3D Exploration (виробник — компанія X Dimension) — один з найкращих переглядачів 3D-графіки. На відміну від растрової і якоюсь мірою векторної графіки, у сфері 3D дотепер був відсутній явний лідер серед переглядачів. На цю роль претендували кілька програм, але універсальної і до того ж зручної програми не було. 3D Exploration має намір заповнити цей пробіл і в нього є всі передумови для цього. Він має нескладний інтерфейс із деревом каталогів і зоною перегляду. В ньому добре поставлена робота з кнопками миші. Права кнопка керує віддаленням або наближенням об'єкта. Ліва кнопка може змінювати свою дію в стандартному діапазоні 3D-програм: обертання, переміщення, масштабування.
3D Exploration здатний показувати моделі, створені практично в будь-якому розповсюдженому 3D-редакторі. Програма розуміє файли 3D Studio, TrueSpace, WaveFront, AutoCAD, LightWave 3D. У найближчих версіях автори обіцяють встановити підтримку для 3D MAX і VRML. Процес візуалізації дуже швидкий. 3DE уміє розфарбовувати всі об'єкти сцен у їхні власні кольори і «розбирати сцену», вмикаючи-вимикаючи окремі об'єкти за допомогою деревоподібної структури. Для того, щоб полегшити перегляд об'єктів, програма пропонує кілька типів освітлення. Крім 3D-об'єктів, 3D Exploration показує також JPEG, BMP, PCX, TGA, PNG, TIFF і GIF-файли.

### Xara 3D
Xara 3D (виробник — компанія Xara Ltd) — програма для створення 3D-написів. Цей інструмент має всі основні властивості подібних продуктів, такі як обертання тексту, встановлення джерел освітлення, зміна кольору і текстур. Від своїх конкурентів відрізняється хорошим підбором інструментів, гарною швидкістю візуалізації і стійкістю в роботі. Букви в Xara3D можна робити з фасками на краях, тінню, а також змінювати вміст фону для майбутнього малюнка. Xara 3D, можливо, один із найкращих продуктів у своїй ніші. Крім статичних картинок, Xara уміє створювати також і анімовані GIF-файли зі словами і фразами, що обертаються. Але, на жаль, крім обертання навколо однієї з осей, Xara3D нічого більше не вміє.

### Інші
До інших з багатьох програм, які нині існують на ринку, можна віднести такі:
- AutoDesk Animator Pro (DOS) — програма для створення і перегляду фліків;
- DTA (Dave's Targa Animator) (DOS) — програма для збирання фліків з готових кадрів;
- Cartoon Television PRO (Windows) — професійна програма для створення анімації для телебачення;
- GIFFY v1.2, The GIF Animation Builder;
- GIF Construction Set 32;
- Microsoft GIF Animator v1.0;
- Alchemy GIF Animator v.1.5;
- Animated GIF Editor 95 v.1.4 — редактор анімованих GIF;
- Banner Maker Profesional v.3.0.2.0 — утиліта для створення банерів;
- CoffeeCup GIF Animator v.5.0 — дозволяє переглядати картинки по каталогах, перетягувати і «кидати» картинки у вашу анімацію, переглядати одночасно кадр і всю анімацію, а також імпортувати й експортувати AVI-формат, швидко і якісно створює HTML-код;
- GIF Movie Gear v.3.0 — програма дозволяє створювати, редагувати й оптимізувати ефекти анімації у форматі GIF;
- Ulead Photoimpact v.6.0 — програма для створення графіки для веб;
- Visual GIF Animator v.6.0 — пакет інструментів для створення анімації у форматах AVI і GIF;
- Macromedia Dreamweaver v.4.0 — професійний засіб проєктування і розробки вебвузлів.

## Перспективи розвитку методів і засобів
На ринку графічних редакторів, які включають засоби анімації зображень, спостерігається певна спеціалізація. З одного боку представлені невеликі за обсягом програми для створення анімацій, графічні зображення для яких готуються за допомогою інших, потужніших графічних редакторів. До них належать різноманітні програми для створення банерів, GIF-аніматори тощо З іншого боку представлені потужні графічні редактори (Photoshop, CorelDRAW), до складу яких включені спеціальні програми для анімації зображень. Однак функціональні можливості таких програм по анімації зображень суттєво обмежені. Проміжне місце за можливостями створення зображень, але передове за можливостями їх анімації займають спеціальні програми для створення відеофільмів (Macromedia Flash). Суттєвою особливістю таких
програм є використання вмонтованої мови опису сценаріїв (ActionScript).
Окрему нішу займають потужні засоби для створення і анімації тривимірних зображень (3ds MAX, Maya), засоби для анімації персонажів (Poser). Версії графічних редакторів оновлюються практично щорічно. Вони вже досягли такого рівня, що з кожною черговою версією вводяться переважно «косметичні» поліпшення: змінюється інтерфейс, забезпечуються настроювання під конкретного користувача, інтеграція з іншими (як правило, «своїми») розробками, додаються другорядні функції. В наявності досягнення редакторами визначеної планки своїх можливостей. Тому вагомим аргументом при виборі того чи іншого графічного редактора є особисті симпатії, досвід роботи, рекомендації колег. Перспективи розвитку засобів комп'ютерної лежать у таких напрямках: — покращання зручності роботи користувачів шляхом спрощення та «олюднення» інтерфейсу; — інтелектуалізація інтерфейсу; — підвищення швидкодії; — підвищення точності формування елементів та трансформації зображень; — забезпечення мінімуму деформації зображень при їх перетвореннях; — спеціалізація засобів для вирішення конкретного класу задач.
Методологія анімації, що впроваджувалась історично з розвитком відповідних засобів, в наш час не є надто досконалою і ще малодосліджена. Мало досліджені також метрологічні характеристики як статичних, так і динамічних зображень. З великою достовірністю можна прогнозувати, що якісний стрибок в розвитку засобів комп'ютерної анімації буде пов'язаний якраз з розвитком досліджень методології анімації, винайденням нових методів та принципів анімації, дослідженням метрологічних характеристик зображень.